# Kevin Sommer
Kevin Sommer (* 8. November 1989 in Mülhausen) ist ein französischer Fußballspieler. Seit 2021 steht der Torwart beim luxemburgischen Erstligisten Jeunesse Esch unter Vertrag.

## Karriere
Kevin Sommer begann mit dem Fußball in seiner elsässischen Heimat. Sein erster Klub war ein Klub der ASTR Wittenheim. Dann ging Sommer in die Jugend vom SR Colmar. Später verließ er das Elsass und ging in die Jugend von CS Louhans-Cuiseaux. Kevin Sommer kam 2007 zurück ins Elsass, um beim damaligen Erstligisten Racing Straßburg anzuheuern. In seiner ersten Saison kam er weder in der Profimannschaft, noch in der Reserve zum Einsatz. In der zweiten Saison kam er auf 18 Einsätze in der Reserve. In der Saison darauf kam Sommer auch zu seinem ersten Einsätzen in der Profimannschaft, die mittlerweile nur in der Ligue 2 spielte. Sein Profidebüt gab er am 7. August 2009, als er am ersten Spieltag der Ligue 2, gegen LB Châteauroux, in der 78. Minute für Stéphane Cassard eingewechselt wurde. Er kam auch in den nächsten drei Spieltagen zum Einsatz. Der Einsatz am 21. August 2009, als er am vierten Spieltag, gegen AC Ajaccio, war auch sein letzter Einsatz für die Profimannschaft. Die Profimannschaft stieg zum Saisonende in die Drittklassigkeit ab. 2010 ging Sommer zum Lokalrivalen FC Mülhausen, wo er nur zu zehn Einsätzen kam. Zur Saison 2011/12 wechselte Sommer ins Ausland und heuerte beim belgischen Drittligisten FC Bleid an. Nach einer Station in Luxemburg bei RM Hamm Benfica wechselte Sommer 2014 zurück zum FC Mühlhausen, ehe er 2017 zurück ins Großherzogtum zum Rekordmeister Jeunesse Esch wechselte und dort Stammtorhüter wurde. 2020 wechselte er innerhalb der BGL Ligue zum Vizemeister FC Progrès Niederkorn. Dort kam er jedoch nur zu sechs Ligaeinsätzen und kehrte ein Jahr später zu Jeunesse Esch zurück. Am 5. Februar 2024 zog sich der mittlerweile 34-jährige Torhüter im Training einen Kreuzbandriss zu und fällt seitdem aus.